# 1977 en littérature
| Années de la littérature : 1974 - 1975 - 1976 - 1977 - 1978 - 1979 - 1980    |
| Décennies de la littérature : 1940 - 1950 - 1960 - 1970 - 1980 - 1990 - 2000 |

Cet article présente les faits marquants de l'année 1977 en littérature.

## Évènements
- 21 mars : Fondation de l'Union des écrivaines et des écrivains québécois (UNEQ) par une cinquantaine d'autrices et d'auteurs canadiens francophones autour de l'écrivain Jacques Godbout, qui en devient le premier président.

## Presse
Création du journal Le Matin de Paris

## Parutions

### Bandes dessinées
- Willi Glasauer, Le journal enseveli.

### Autobiographies et souvenirs
- Georges Avenel, Anacharsis Cloots, L'Orateur du genre humain, éd. Champ libre.
- Jacques Bergier, Je ne suis pas une légende, éd. Retz
- Émilie Carles, Une soupe aux herbes sauvages.
- Marguerite Storck-Cerruty avec Régine Deforges, J'étais la femme de Jean Moulin.

### Essais
1. Henri Broch et Dan Vasilescu : Mécanique & Statique et Dynamique des Fluides, éd. Bréal.
2. Pascal Bruckner et Alain Finkielkraut : Le Nouveau Désordre amoureux.
3. Ante Ciliga, Dix ans au pays du mensonge déconcertant, Éditions Champ libre.
4. Fernand Delarue, L'Intoxication vaccinale, Seuil, Collection Technocritique.
5. Gilles Deleuze, Dialogues avec Claire Parnet.
6. Jean Dutourd, Cinq ans chez les sauvages, éd. Flammarion.
7. Bruno Rizzi, L'U.R.S.S. : Collectivisme bureaucratique. La bureaucratisation du monde, 1re partie, quatrième de couverture rédigée par Guy Debord, Champ libre,
8. Henriette Walter : La Phonologie du français, éd. PUF.

#### Histoire
1. Jacques Choffel, Le Dernier Duc de Bretagne : François II, Paris, Éditions Fernand Lanore, 1977, 280 p. (ISBN 978-7-6300-0357-1, présentation en ligne, lire en ligne)
2. Arthur Lehning, De Buonarroti à Bakounine. Études sur le Socialisme international, Éditions Champ libre.
3. Antoine de Jomini, Précis de l'Art de la Guerre, Champ libre.

#### Philosophie
1. Philippe Ariès : L'Homme devant la mort, éd. Le Seuil.
2. Roland Barthes, Fragments d'un discours amoureux, éd. Le Seuil, 280 p.
3. Paulin Hountondji : Sur la philosophie africaine. Critique de l'ethnophilosophie.
4. Michel Serres : La Naissance de la physique dans le texte de Lucrèce, Minuit.

### Poésie
1. Poésies de l'Époque des Thang, traduites du chinois par le marquis d'Hervey de Saint-Denys, Éditions Champ libre.
2. Claude Gauvreau, Œuvres créatrices complètes. Plus exactement, il s'agit d'une œuvre surréaliste du mouvement des Automatistes.
3. Matilde Camus, poète espagnole publie Cancionero de Liébana ("Collection de poèmes sur Liebana").
4. Jarosław Iwaszkiewicz, poète polonais publie La Carte du temps.

### Musique
1. Erik Satie, Écrits, Champ libre.

### Publications
1. Jean-Marie Pelt : L’homme re-naturé, éd. Le Seuil,  prix européen d'écologie.

### Romans et nouvelles

#### Auteurs francophones
1. Maurice Druon, Quand un roi perd la France.
2. Jean Dutourd, Mascareigne ou le Schéma, éd. Julliard.
3. Jean-Edern Hallier, Le premier qui dort réveille l'autre.
4. Joseph Joffo, Baby-foot, éd. Jean-Claude Lattès.
5. Joseph Joffo, La Vieille dame de Djerba, éd. Jean-Claude Lattès.
6. Suzy Morel, L'Enfant cavalier
7. Patrick O'Brian, Expédition à l'île Maurice. Roman maritime.
8. Marcel Pagnol (1895-1974), Le Temps des amours (posthume).
9. Pierre Pelot, Fœtus-Party. Roman de science-fiction.

#### Auteurs traduits
1. J. R. R. Tolkien (anglais, 1892-1975),  Le Silmarillion, éd. Christopher.
2. Stephen King (américain), Shining, l'enfant lumière

#### Policiers et thrillers
- Prix du Quai des Orfèvres : Jacques Sénégal pour Le Crime de la maison Gründ
- Francis Ryck, Nos intentions sont pacifiques, Gallimard.

#### Nouvelles
1. Anaïs Nin (américaine, 1903-1977), Vénus Erotica. Nouvelles érotiques.

## Prix littéraires et récompenses
- Prix Apollo : Philippe Curval Cette chère humanité (Robert Laffont)
- Grand Prix de la Science-Fiction Française (roman) : Michel Demuth pour Les Galaxiales
- Grand Prix de la Science-Fiction Française (nouvelle) : Philip Goy pour Retour à la terre définitif
- Grand Prix de la Science-Fiction Française (prix spécial) : Yves Dermèze pour l'ensemble de son œuvre
- Prix Hugo du meilleur roman : Kate Wilhelm pour Hier, les oiseaux (Where Late the Sweet Birds Sang)
- Prix Hugo du meilleur roman court : deux lauréats ex æquo. Spider Robinson pour By Any Other Name et James Tiptree, Jr pour Houston, Houston, me recevez-vous ? (Houston, Houston, Do You Read?)
- Prix Hugo de la meilleure nouvelle courte : Joan D. Vinge pour Yeux d'ambre (Eyes of Amber)
- Prix Nebula : Frederik Pohl pour La Grande Porte (Gateway)

## Principales naissances
- 15 septembre : Chimamanda Ngozi Adichie, écrivaine nigériane.
- 3 novembre : Srđan Srdić, romancier serbe.
- 8 décembre : Karin Bernfeld, écrivaine et comédienne française.

Date indéterminée
- Sofi Oksanen, écrivaine finno-estonienne

## Principaux décès
- 14 janvier : Anaïs Nin, écrivain français, 74 ans
- 27 février : John Dickson Carr, écrivain américain, 71 ans
- 25 mars : Dominique de Roux, mort à 41 ans, écrivain et éditeur, fondateur de Cahiers de l'Herne
- 9 avril : Andreï Diki, écrivain, homme politique et journaliste russe blanc (° 3 septembre 1893).
- 11 avril : Jacques Prévert, poète français, 77 ans
- 2 juillet : Vladimir Nabokov, écrivain et poète américain, 78 ans
- 15 juillet : Konstantin Fedine, écrivain soviétique, 85 ans
- 7 septembre : Alexis, dessinateur français, 31 ans
- 5 novembre : René Goscinny, écrivain français, 51 ans
- 9 décembre : Clarice Lispector, écrivaine brésilienne, 56 ans